# Gỏi sầu đâu
Gỏi sầu đâu là một món ăn ngon có xuất xứ từ Campuchia.

## Giới thiệu khái quát
Sầu đâu hay còn được gọi là "sầu đông" hoặc "cây xoan", mọc rất nhiều ở các tỉnh như An Giang, Kiên Giang. Cần phân biệt cây sầu đâu mọc ở miền Tây và sầu đâu (sầu đông) mọc ở miền Trung. Cây mọc ở miền Trung lá màu xanh, hoa màu tím, đặc biệt lá độc không ăn được. Còn cây sầu đâu mọc ở miền Tây có hoa màu trắng xanh, lá màu xanh vị đắng nhưng chứa nhiều vị thuốc tốt.
Gỏi sầu đâu là món ăn của người Campuchia, được dùng như một món rau trong bữa cơm hằng ngày. Tuy nhiên món này thường được dùng nhiều vào khoảng thời gian từ tháng 11 đến tháng 3 âm lịch vì đây là khoảng thời gian cây sầu đâu ra hoa và lá mới. Món ăn này du nhập vào Việt Nam thông qua những gia đình người Khmer sống ven biên giới Việt Nam ở các tỉnh như An Giang, Kiên Giang, Bạc Liêu. Gỏi sầu đâu có vị đắng đặc trưng của lá sầu đâu kết hợp với vị mặn của khô cá sặc cùng với một số loại khác như thơm, dưa leo, xoài sống tạo nên một món ăn tuy dân dã nhưng rất tinh tế. Vị đắng của rau sẽ bị thay thế bởi vị ngọt thanh khi bạn nhai thật kỹ và chậm.

## Thành phần nguyên liệu
Gỏi sầu đâu bao gồm những nguyên liệu chính như:
- Lá và hoa cây sầu đâu.
- Khô cá sặc hoặc khô cá lóc.
- Thịt ba rọi.

Một số loại củ quả như thơm, dưa leo, xoài sống.
- Nước mắm, me vắt, tỏi, ớt.

## Cách chế biến

### Sơ chế
- Lá và hoa sầu đâu rửa sạch, trần sơ với nước sôi. Lưu ý khi trần nên cho một ít muối vào để lá xanh đẹp.
- Khô cá sặc nướng hoặc chiên, xé nhỏ, không lấy xương. Thịt ba rọi rửa sạch, luộc và thái mỏng vừa ăn.
- Dưa leo gọt vỏ thái mỏng, thơm cắt hình tam giác nhỏ vừa ăn, xoài sống gọt vỏ, thái miếng mỏng.

### Trộn Gỏi
- Pha nước mắm tỏi ớt chua ngọt.
- Trộn hỗn hợp gồm lá và hoa sầu đâu,dưa leo, thơm, xoài sống cùng nước mắm pha. Cuối cùng là cho khô cá sặc và thị ba rọi vào trộn đều. Lưu ý không nên cho vào quá nhiều nước mắm chua ngọt, vì như vậy sẽ làm rau dễ bị mềm nhanh không còn độ tươi ngon.
- Pha chế nước mắm me. Cho hỗn hợp tỏi ớt vã nhuyễn vào nước đun đến khi vừa ấm thì cho vắt me vào dầm sao cho me tan đều, cuối cùng là đường và nước mắm sao cho vừa có vị chua chua ngọt ngọt nhưng không mất vị mặn thơm đặc trưng của nước mắm. Đun sôi hỗn hợp cho đến khi nước chấm kẹo lại. Lưu ý phải luôn khuấy đều tay.
- Gỏi dùng kèm với nước mắm me và cơm nóng.

Gấp một miếng gỏi gồm khô cá sặc,thịt ba rọi kẹp với dưa leo, thơm, xoài và đặc biệt là lá sầu đâu chấm với một ít nước mắm me chua ngọt. Cảm giác lúc đầu là vị đắng thanh kết hợp vị chua của nước chấm, càng nhai kĩ sẽ càng cảm nhận được vị ngọt của món gỏi sầu đâu.